# Resolution 960 des UN-Sicherheitsrates
Die Resolution 803 des UN-Sicherheitsrates ist eine Resolution, die der Sicherheitsrat der Vereinten Nationen in seiner 3464. Sitzung am 21. November 1994 einstimmig beschloss. Sie behandelte die Bekräftigung der Resolution 782 und aller nachfolgenden Entschließungen zu Mosambik und begrüßte und billigte die jüngsten Wahlen vom 27. bis 29. Oktober 1994 in Mosambik im Einklang mit den Allgemeinen Friedensabkommen von Rom und nahm die Erklärung des Sonderbeauftragten des Generalsekretärs zur Kenntnis, dass sie frei und fair waren.
Der Rat appellierte an die mosambikanischen Parteien, die Ergebnisse, aus denen Joaquim Chissano von FRELIMO gewählt wurde, zu akzeptieren und den Prozess der nationalen Aussöhnung über ein System der Mehrparteiendemokratie fortzusetzen und die demokratischen Grundsätze zu beachten. Alle Mitgliedstaaten und internationalen Organisationen wurden aufgefordert, zum Wiederaufbau Mosambiks beizutragen.